# Sajókápolna
 Sajókápolna – wieś i gmina w północno-wschodniej części Węgier, w pobliżu miasta Miszkolc (węg. Miskolc).
Administracyjnie gmina należy do powiatu Miskolc, wchodzącego w skład komitatu Borsod-Abaúj-Zemplén i jest jedną z jego 40 gmin.